# Vit lavmätare
Vit lavmätare (Fagivorina arenaria) är en fjärilsart som beskrevs av Johan Siegfried Hufnagel, 1767. Vit lavmätare ingår i släktet Fagivorina och familjen mätare. Enligt den svenska rödlistan är arten starkt hotad i Sverige. Arten förekommer i Götaland. Arten har tidigare förekommit på Öland och Svealand men är numera lokalt utdöd. Artens livsmiljö är skogslandskap. Inga underarter finns listade i Catalogue of Life.

## Bildgalleri

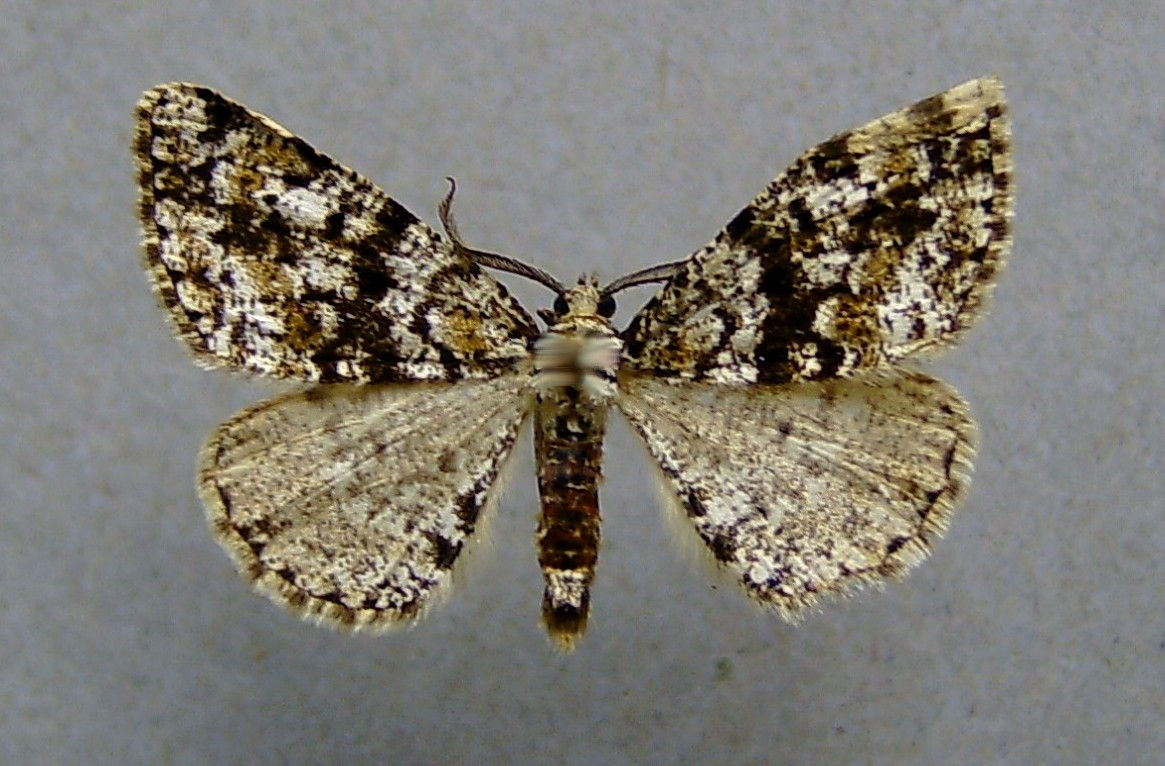
Preparerad (uppnålad) imago fjäril.
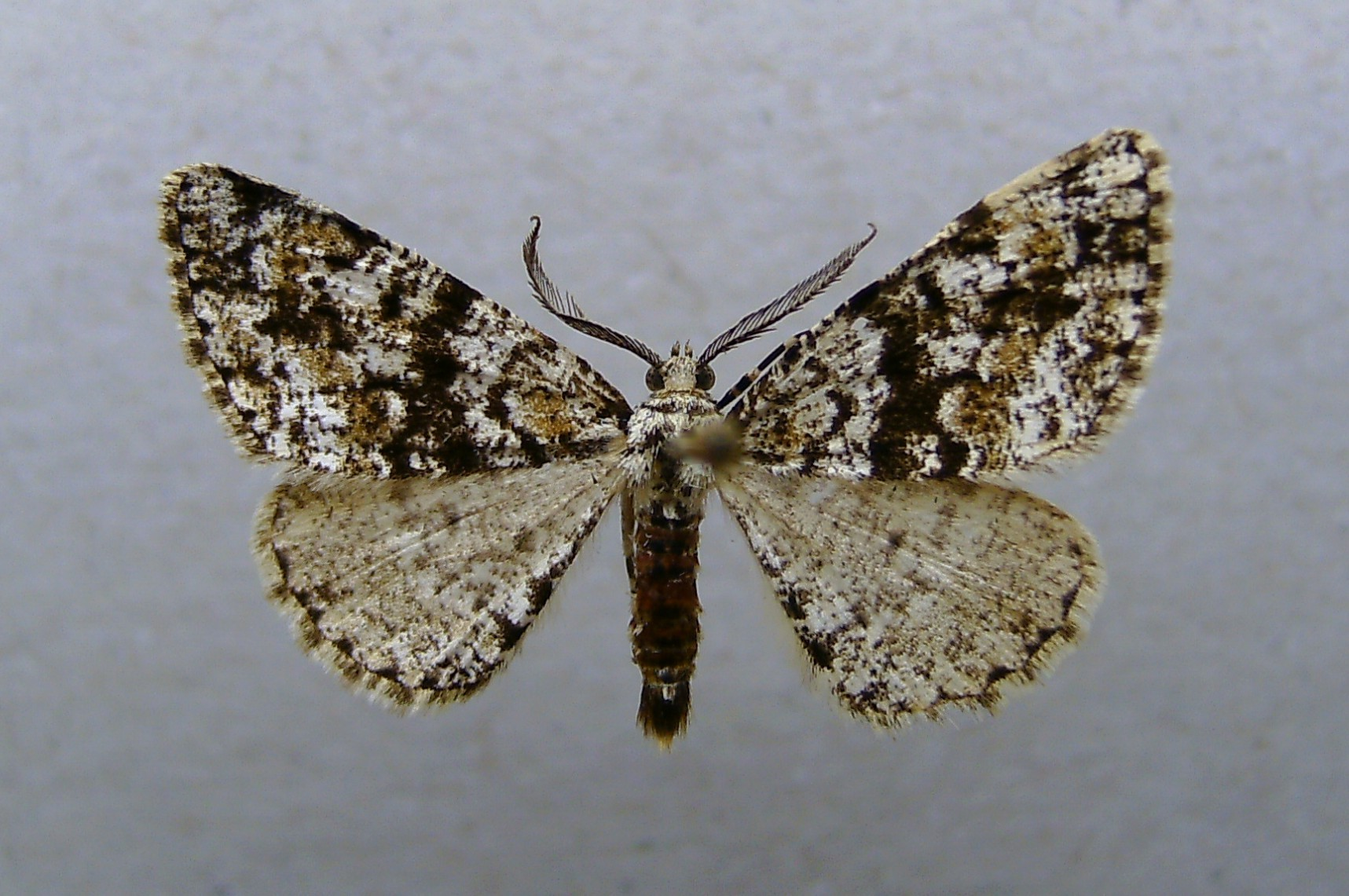
Preparerad (uppnålad) imago fjäril.